# バスケットボール女子フィジー代表
バスケットボール女子フィジー代表（英: Fiji women's national basketball team）は、フィジーバスケットボール連盟による女子バスケットボールのナショナルチームである。

## 歴史
2007年オセアニア選手権では3位に入り、北京オリンピック世界最終予選に進んだ（優勝したオーストラリアが2006世界選手権優勝により既にオリンピック出場権を手にしたため繰上げとなった）。

## 主な国際大会成績

### オセアニア選手権
- 3位：1回（2007）